# Tuckerton
Tuckerton é um distrito localizado no estado americano de Nova Jérsei, no Condado de Ocean.

## Demografia
Segundo o censo americano de 2000, a sua população era de 3517 habitantes.
Em 2006, foi estimada uma população de 3827, um aumento de 310 (8.8%).

## Geografia
De acordo com o United States Census Bureau tem uma área de
9,8 km², dos quais 9,5 km² cobertos por terra e 0,3 km² cobertos por água. Tuckerton localiza-se a aproximadamente 6 m acima do nível do mar.

## Localidades na vizinhança
O diagrama seguinte representa as localidades num raio de 16 km ao redor de Tuckerton.